# Chromadorea
Chromadorea ist eine Klasse der Fadenwürmer mit über 21.000 Arten in 2287 Gattungen. In der Klasse finden sich zahlreiche, medizinisch bedeutsame Parasiten bei Wirbeltieren einschließlich des Menschen.

## Merkmale
Die neuere Systematik der Fadenwürmer basiert nicht mehr nur auf morphologischen Eigenschaften, sondern auch auf genetischen Abstammungsanalysen. Die Chromadorea haben meist eine geringelte Außenhülle (Kutikula), manchmal mit Auswüchsen und Borsten (Setae). Die Öffnung der chemorezeptorischen Seitenorgane (Amphiden) ist porenartig oder schlitzförmig und kann im Bereich der Lippen oder an hinter den Lippen gelegenen, erhabenen Spiralen liegen. Die paarigen, chemosensorischen Organe im hinteren Körperbereich (Phasmiden) können ausgebildet sein oder fehlen. Der Ösophagus, die Verbindung zwischen Mundhöhle und Darm (‚Speiseröhre‘), hat gewöhnlich kolbenartige Erweiterungen, und weist drei bis fünf Ösophagusdrüsen auf. Das Ausscheidungssystem ist drüsen- oder röhrenförmig. Die Weibchen haben ein oder zwei Eierstöcke (Ovarien). Hinterflügel (seitliche Ausläufer der Kutikula im Bereich der Kloake bei Männchen) können vorhanden sein.

## Systematik
Die Chromadorea werden in 15 Ordnungen in zwei Unterklassen untergliedert.
- Unterklasse Chromadoria
  - Überordnung Chromadorica
    - Ordnung Chromadorida
    - Ordnung Selachinematida
    - Ordnung Desmodorida
    - Ordnung Desmoscolecida
- Unterklasse Plectia
  - Überordnung Monhysterica
    - Ordnung Monhysterida

  - Überordnung Plectica
    - Ordnung Leptolaimida
    - Ordnung Plectida
    - Ordnung Benthimermithida

  - Überordnung Teratocephalica
    - Ordnung Teratocephalida

  - Überordnung Rhabditica
    - Ordnung Diplogasterida
    - Ordnung Rhabditida
    - Ordnung Spirurida
    - Ordnung Rhigonematida
    - Ordnung Panagrolaimida
    - Ordnung Drilonematida